# Projekt Herz (мініальбом)
Projekt Herz — перший мініальбом німецького металкор гурту We Butter The Bread With Butter. Реліз відбувся 19 грудня 2012 року, як самовидання. Тут вперше всі почули нового вокаліста Паула Борча
Альбом піднявся на 10 місце в США.

## Список композицій
| #     | Назва                | Тривалість |
| ----- | -------------------- | ---------- |
| 1.    | «Herz Intro (Intro)» | 1:27       |
| 2.    | «1000 Volt»          | 3:15       |
| 3.    | «Mayday Mayday»      | 3:22       |
| 4.    | «USA»                | 3:45       |
| 5.    | «Western Beta»       | 5:30       |
| 6.    | «Euphorie»           | 3:17       |
| 7.    | «Soldat»             | 3:18       |
| 8.    | «Supernova (Outro)»  | 2:36       |
| 26:28 |                      |            |

## Рейтинг в чартах
| Чарт (2013)     | Найвища позиція |
| --------------- | --------------- |
| US Radio Charts | 10              |

## Учасники запису
We Butter the Bread with Butter
- Марсель «Марсі» Нойман — Гітара, Програмування
- Максиміліан Паулі Со — Бас-гітара
- Джан Озґюнсюр — Барабани
- Паул Борч — Вокал